# Palazzo Ghibellino
Palazzo Ghibellino è un palazzo storico che si trova in Piazza Farinata degli Uberti, nel centro di Empoli, in provincia di Firenze. La denominazione attuale ricorda che, nell'edificio primitivo che qui sorgeva, prima dei rifacimenti del XVI secolo, nel settembre 1260 si tenne il Congresso di Empoli a cui prese parte il capitano Farinata degli Uberti, che si oppose alla distruzione della guelfa Firenze, sconfitta nella Battaglia di Montaperti. Oggi vi è ospitato il Museo Civico di Paleontologia.

## Storia
Il ritrovamento, durante alcuni lavori di restauro alla strutture interne dell'edificio, di paramenti murari in mattoni in terra cruda permette di datare la parte più antica a un periodo antecedente al secondo quarto del XII secolo, quando nella zona di Empoli si cominciò a riprendere le tecniche di cottura dei laterizi. Questa dato sembra confermare che la costruzione del palazzo fu pressoché contemporanea all'incastellamento di Empoli (1119) e, in un certo senso, condizionata dalla conformazione originaria dell'abitato. Diversamente che da oggi, infatti, la piazza di Empoli (attualmente chiamata Piazza Farinata degli Uberti era attraversata centralmente da una via che collegava direttamente Porta Pisana e Porta Fiorentina, costeggiando il fianco meridionale della Collegiata di Sant'Andrea. La posizione del Palazzo Ghibellino, all'epoca di proprietà dei Conti Guidi, signori di Empoli e dei territori circostanti, era pertanto fortemente strategica, in quanto l'edificio si trovava a controllare il traffico di uomini e merci in entrata e in uscita da Porta Pisana, da un lato, e la piazza del "mercatale", dall'altro. 
Nel 1254, i Conti Guidi cedettero i loro diritti sul castello di Empoli al comune di Firenze, assieme alla proprietà di questo "palatium". Dopo alterne vicende, il palazzo fu acquistato fra il 1496 e il 1507 dalla famiglia empolese dei Giomi, che ne promosse un significativo rifacimento verso il 1583 e lo detenne fino al 1639, quando passò a Marco di Ludovico Del Papa. Nel 1866 il palazzo fu ceduto alla famiglia Martelli, la quale a sua volta lo vendette, nel 1918, alla Banca CR di Firenze. In tempi recenti è stato acquisito dall'amministrazione comunale di Empoli, e vi ha trovato sede il Museo Civico di Paleontologia.

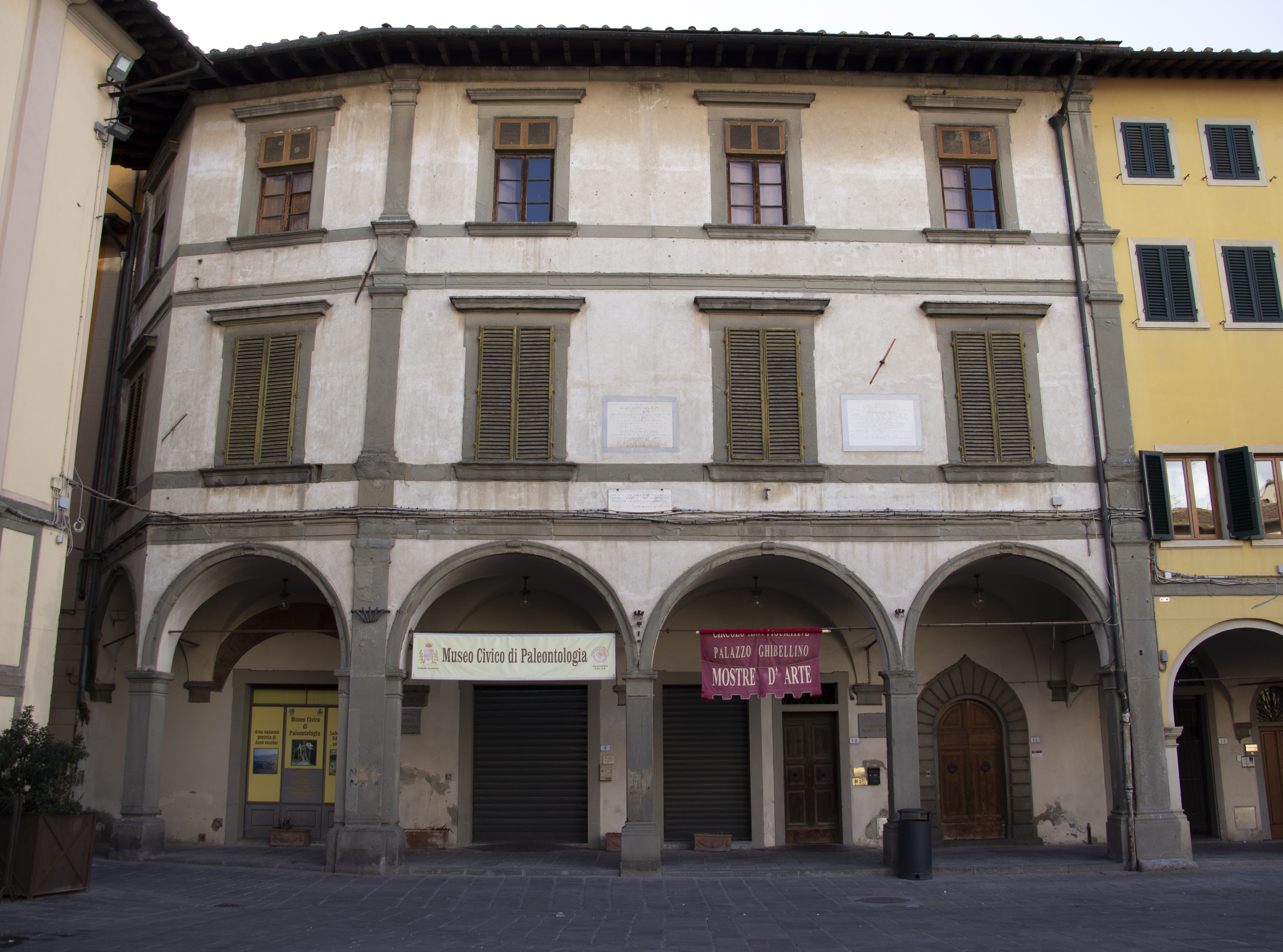
Il Palazzo

## Descrizione
L'aspetto attuale del palazzo è in larga parte risultante dalla ristrutturazione promossa da Benedetto Giomi nel 1583. La facciata è contraddistinta da una sorta di smussatura in corrispondenza dell'angolo sinistro (sud), che si adatta alla planimetria di Piazza Farinata degli Uberti e del cosiddetto "Canto ghibellino" che vi si immette in quel punto. L'anonimo progettista risolse tale incongruenza creando, con una sovrapposizione di lesene in pietra serena, uno stacco fra le due brevi porzioni murarie che assecondano la svasatura dell'angolo, corrispondenti alle prime due arcate del loggiato inferiore partendo da sinistra, e la porzione perfettamente regolare del prospetto corrispondente alle altre tre arcate.
La facciata presenta infatti tre livelli: quello terreno, contraddistinto dal loggiato con volte a crociera, che si innestano sui pilastri quadrangolari e sui peducci nella parete; quello nobile e quello superiore, scanditi da cornicioni marcapiano, sono ritmati da finestre con cornici lapidee.
Il piano nobile è decorato con tre lastre commemorative: tra la seconda e la terza finestra (da sinistra) se ne trova una dedicata a Giuseppe Del Papa, commissionata dal Comune, sotto la quale è una piccola lapide con il celebre passo dell'Inferno di Dante Alighieri che cita Farinata degli Uberti e il Congresso di Empoli, evento ricordato pure nella lapide posta tra la terza e quarta finestra. Quest'ultima iscrizione, collocata per volere di Alessandro Martelli, contribuì a far conoscere l'edificio col nome di "Palazzo Ghibellino". 
La struttura presenta infine un cortile interno, dotato di loggia strutturata su due piani, sorretti da colonne di ordine tuscanico, che appaiono stilisticamente riconducibili al tardo XVI secolo e dunque pertinenti alla ristrutturazione voluta dai Giomi.

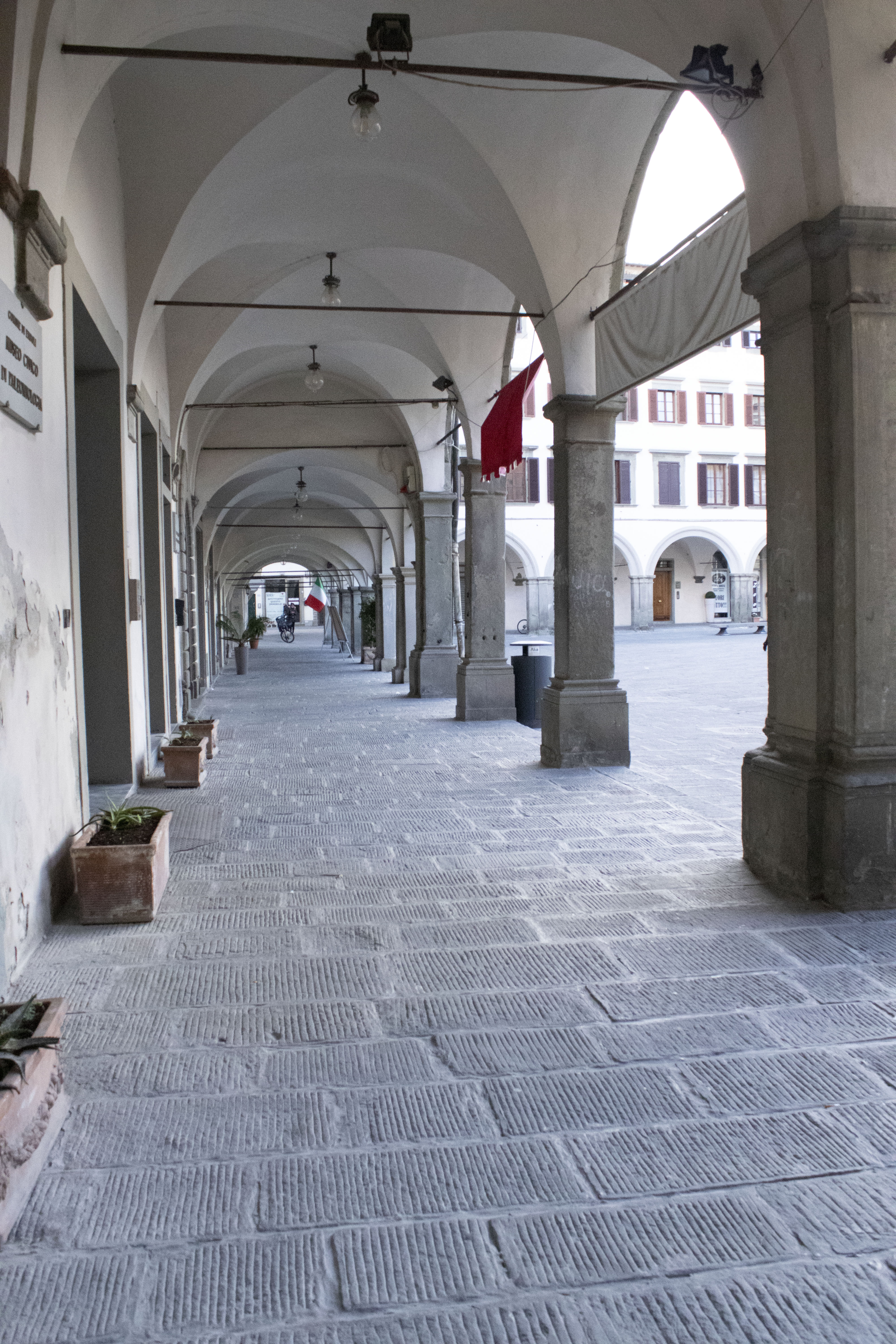
Il portico del Palazzo

## La facciata originaria
La facciata originaria del palazzo dei Giomi presentava, secondo l'uso fiorentino dei secoli XVI-XVII, alcuni affreschi. Essendo stati sottoposti per lungo tempo agli agenti atmosferici, i dipinti si erano rovinati al punto che nel XIX secolo, al tempo della proprietà Martelli, furono pesantemente ridipinti. Nel 1957 la Banca CR di Firenze fece staccare alcuni lacerti degli affreschi, al fine di facilitarne la conservazione (attualmente sono esposti all'interno dell'istituto bancario).
Possiamo ricavare un'idea della conformazione originaria degli affreschi tramite la documentazione fotografica - ad esempio quella conservata presso l'Archivio Fotografico della Fondazione Zeri dell'Università di Bologna - e la descrizione fattane da una delle fonti più antiche che li ricordi, cioè le Iscrizioni di Empoli, un'opera scritta nel 1910 dal sacerdote ed erudito di storia locale Olinto Pogni.
Gli affreschi ricoprivano le porzioni di muro tra le finestre dell'ultimo piano e raffiguravano, oltre a due grandi scene di carattere storico, decorazioni a grottesca con paesaggi e i busti di un uomo anziano e di uno più giovane, racchiusi entro medaglioni.
Secondo il Pogni i busti rappresentavano due santi non identificati, ma è possibile anche che si trattasse di figure allegoriche oppure di ritratti di membri della famiglia Giomi. Anche per le due scene storiche sono state proposte diverse interpretazioni: fino a poco tempo fa era opinione comune che rappresentassero il Congresso di Empoli tenuto da Farinata degli Uberti, ma recentemente sono state ravvisate delle somiglianze con i bassorilievi bronzei collocati alla base della Statua equestre di Cosimo I de' Medici di Giambologna, in Piazza della Signoria a Firenze, che rappresentano rispettivamente la "Nomina di Cosimo a duca di Firenze" (1537) e la "Incoronazione di Cosimo I come Granduca di Toscana da parte papa Pio V" (1569).
Si può osservare anche una certa derivazione dalle scene che illustravano quegli stessi episodi nell'apparato effimero realizzato nel 1589 per le nozze di Ferdinando I de' Medici e Cristina di Lorena. I dipinti, realizzati rispettivamente da Jacopo da Empoli e Bernardino Poccetti, andarono presto perduti ma ne rimaneva testimonianza visiva tramite le incisioni a corredo del libro scritto da Raffaello Gualterotti.
Gli affreschi di Palazzo Ghibellino costituivano dunque un omaggio alla casata dei Medici da parte della famiglia Giomi; sono stati attribuiti, su base stilistica, al pittore fiorentino Lorenzo Bonini - attivo anche in altri cantieri empolesi come il portico di Santa Maria a Ripa, dove firmò e datò nel 1601 alcune lunette -, e datati nel primo decennio del Seicento.